# Succession (tv-serie)
 For alternative betydninger, se Succession. (Se også artikler, som begynder med Succession)
Succession er en amerikansk satirisk sort komedie-drama tv-serie skabt af Jesse Armstrong, der blev sendt i fire sæsoner på HBO fra 3. juni 2018 til 28. maj 2023. Serien er centreret om Roy-familien, ejerne af det globale medie- og underholdningskonglomerat Waystar RoyCo, og deres kamp for kontrol over virksomheden midt i usikkerhed om helbredet for familiens patriark.
Brian Cox portrætterer familiepatriarken Logan Roy. Hans børn spilles af Alan Ruck som Connor, Jeremy Strong som Kendall, Kieran Culkin som Roman og Sarah Snook som Shiv. Andre medvirkende medlemmer er Matthew Macfadyen som Tom Wambsgans, Shivs mand og Waystar-direktør; Nicholas Braun som Greg Hirsch, Logans grandnevø også ansat i virksomheden; Hiam Abbass som Marcia, Logans tredje kone; Peter Friedman, Natalie Gold, Rob Yang, mens Dagmara Domińczyk, Arian Moayed, J. Smith-Cameron, Justine Lupe, David Rasche, Fisher Stevens og Alexander Skarsgård optrådte i tilbagevendende roller, før de blev forfremmet til hovedrollen.
Succession modtog kritikerros på tværs af alle sæsoner for sine manuskripter, skuespil, humor, musik, instruktion, produktionsværdi og dens unikke behandling af emnet. Serien har modtaget adskillige priser, herunder tre sejre hver for Golden Globe for bedste tv-serie - Drama og Primetime Emmy for fremragende dramaserier i 2020, 2022 og 2024, samt British Academy Television Award for bedste internationale program. Culkin, Cox, Strong, Snook og Macfadyen vandt Golden Globes for deres præstationer, mens Strong, Macfadyen, Culkin, Snook og Cherry Jones modtog Primetime Emmy Awards. Armstrong vandt også fire Emmys for sine manuskripter.

## Præmis
Succession følger Roy-familien, som ejer det New York City-baserede globale mediekonglomerat Waystar RoyCo. Familiens patriark, Logan Roy, har oplevet et fald i helbredet. Hans fire børn – fremmedgjorte ældste søn Connor (Ruck), magtsyge Kendall (Strong), respektløs Roman (Culkin) og politisk kyndige Shiv (Snook) – som alle har forskellige grader af tilknytning til virksomheden begynder at forberede sig på en fremtid uden deres far og kæmper om fremtræden i virksomheden.

## Sæsoner
| Sæson | Episoder | Episoder | Oprindeligt sendt | Oprindeligt sendt | Gennemsnitligt seertal (i millioner) |
| Sæson | Episoder | Episoder | Først sendt       | Sidst sendt       | Gennemsnitligt seertal (i millioner) |
| ----- | -------- | -------- | ----------------- | ----------------- | ------------------------------------ |
| 1     | 10       | 10       | 3. juni 2018      | 5. august 2018    | 0.603                                |
| 2     | 10       | 10       | 11. august 2019   | 13. oktober 2019  | 0.597                                |
| 3     | 9        | 9        | 17. oktober 2021  | 12. december 2021 | 0.553                                |
| 4     | 10       | 10       | 26. marts 2023    | 28. maj 2023      | 0.705                                |

## Produktion

### Udvikling
Showrunner Jesse Armstrong udtænkte oprindeligt serien som en spillefilm om Murdoch-familien, men manuskriptet kom aldrig i produktion. Armstrong udvidede til sidst historiens omfang til at omfatte det større landskab på Wall Street, som han mente passede bedre til et tv-format. Armstrong skrev et nyt manuskript centreret om originale karakterer løst inspireret af forskellige magtfulde mediefamilier såsom Murdochs, Redstones, Sulzbergers og Maxwell-familien  Den 6. juni 2016 blev det offentliggjort, at HBO havde givet produktionen en pilotordre. Afsnittet blev skrevet af Armstrong og instrueret af Adam McKay. Executive producers for piloten omfatter Armstrong, McKay, Will Ferrell, Frank Rich og Kevin Messick. Den 16. maj 2017 blev det offentliggjort, at HBO havde givet produktionen en serieordre til en første sæson bestående af ti afsnit. Det tidligere annoncerede kreative team fortsatte deres involvering, da serien trådte i produktion.

### Musik
Musikken til Succession er komponeret af Nicholas Britell. Musikken betragtes som en kombination af "hip hop and classical music" og sammen med hovedtiteltemaet modtog det kritikerros og adskillige priser.

## Reaktion fra Murdoch-familien
Executive producer Frank Rich fortalte Town & Country i 2019, at han hørte fra Murdoch-insidere, at medlemmer af familien fandt showet "interesting" og endda "amusing". Rupert Murdoch selv svarede på en e-mail sendt af en Semafor-reporter om, at han aldrig havde set showet. Ydermere rapporterede Vanity Fair, at Jerry Hall, som en del af forliget for hendes skilsmisse fra Murdoch, var udelukket fra at kontakte Succession-producenter med ideer til historier.